# Књига немира
Књига немира (португалски: Livro do Desassossego) је дело португалског аутора Фернанда Песое. Објављена постхумно, Књига немира је фрагментарни животни пројекат, који аутор није уредио, већ га је представио као „аутобиографију без чињеница“. Публикација је приписана Бернарду Соарешу, једном од ауторових алтернативних писачких имена, које је он назвао полухетеронимом, а предговор је приписан Фернанду Песои, другом алтернативном писачком имену или ортониму.

## Издања
Много проучавана од стране „песоанских“ критичара, који имају различита тумачења у вези са правилном организацијом књиге, Књига немира је први пут објављена на португалском 1982. године, 47 година након Песоине смрти (аутор је умро у 47. години 1935. године). Књига је објављена на шпанском (1984), немачком (1985), италијанском (1986), француском (1988), енглеском (1991) и холандском (1990 (избор) и 1998 (цела)) језику. Књига немира је 1991. године имала четири енглеска издања од стране различитих преводилаца: Ричарда Зенита (уредника и преводиоца), Ијана Вотсона, Алфреда Макадама и Маргарет Џул Коста. Књига немира је бестселер, посебно на шпанском, италијанском и немачком језику (од различитих преводилаца и издавача).
Књига се појавила на листи 100 најбољих књижевних дела свих времена Норвешког књижевног клуба, на основу одговора 100 аутора из 54 земље.

## Тумачења
Тереза Собрал Куња, која је уредила прву верзију са Хасинтом до Прадом Коељом и Маријом Алијете Галоз 1982. године, сматра да постоје два аутора Књиге немира: Висенте Гедеш у првој фази (1910-их и 1920-их) и поменути Бернардо Соареш (крајем 1920-их и 1930-их).
Међутим, Антонио Квадрос  сматра да прва фаза књиге припада самом Песои. Друга фаза, личнија и налик дневнику, је она која се приписује Бернарду Соарешу.
Ричард Зенит, уредник новог португалског издања 1998. године, одлучио се за једну књигу, као у свом енглеском преводу из 1991. године. У уводу пише да „ако Бернардо Соареш не достиже ниво Песое у потпуности, ни његови дневнички записи нису збир Немира, за који је он на крају крајева био нови поклоник. Књига Немира била је из различитих књига (али на крају једна књига), са различитим ауторима (али на крају једним аутором), па чак и реч немир мења значење како време пролази.“

## Преводи на енглески језик
- Књига немира, прев. Ричард Зенит (Манчестер: Carcanet Press, 1991, 323 стр. ISBN 0-14-118304-7). Заснован на издању Edições Ática из 1982. године, који је уредио Хасинто до Прадо Коељо.
- Књига немира, прев. Маргарет Џул Коста (Лондон, Њујорк: Serpent's Tail, 1991, 262 стр. ISBN 1-85242-204-1). Заснован на Фелтринелијевом издању из 1986. године, уредник Марија Жозе де Ланкаштре.
- Књига немира, прев. Ричард Зенит (Лондон: Allen Lane, 2001, 508 стр. ISBN 978-0713995275). Засновано на издању Асирија и Алвима из 1998. године, које је приредио Ричард Зенит.
- Књига немира: Комплетно издање, прев. Маргарет Џул Коста (Њујорк: New Directions, 2017, 488 стр. ISBN 978-0811226936). Заснован на издању Tinta-da-china из 2013. године, који је уредио Џеронимо Пизаро.
- Књига немира, превод Алфред Мак Адам (Њујорк: Pantheon Books, 1991, 276 стр. ISBN 0-679-40234-9).
- Књига немира: Избор, превео Ијан Вотсон (Лондон: Quartet Books, 1991, 195 стр. ISBN 0-7043-0153-9).